# Associação Interamericana de Defesa Ambiental
A Associação Interamericana de Defesa Ambiental (em espanhol: Asociacion Interamericana para la Defensa del Ambiente) (AIDA) é uma organização internacional de direito ambiental sem fins lucrativos.
A sede da AIDA fica em San Francisco, Califórnia. A organização trabalha internacionalmente com parceiros em diversos países, incluindo Argentina, Canadá, Chile, Colômbia, Costa Rica, Equador, México e Peru.
A AIDA trabalha principalmente para melhorar e proteger a saúde humana e o meio ambiente. O trabalho mais notável da AIDA foi em La Oroya, no Peru, onde combateu o envenenamento da população local por metais pesados e outros contaminantes emitidos por uma fundição local. A AIDA também causou impactos significativos na protecção da tartaruga-de-couro na Costa Rica através de uma parceria com a Cedarena.

## Workshops
A AIDA oferece periodicamente workshops de treino para advogados em todo o hemisfério. As oficinas focam-se no vínculo inseparável entre direitos humanos e meio ambiente, reforçam a compreensão dos participantes sobre o Sistema Interamericano de Direitos Humanos e promovem a discussão sobre a protecção dos direitos humanos e do meio ambiente neste hemisfério. Os workshops incluem apresentações de especialistas, estudos de caso e discussões participativas.